# Gotha Go 145
El Gotha Go 145 era un avió biplà fabricat per Gotha i utilitzat en les unitats d'entrenament de la Luftwaffe. Tot i ser obsolet ja al principi de la guerra va romandre operatiu fins al final de la mateixa com a bombarder d'assetjament nocturn.

## Desenvolupament
La companyia Gotha es va restablir el 1933. El primer avió manufacturat va ser el Gotha Go 145. Un biplà de dos seients dissenyat per Albert Kalkert, amb estructura de fusta i cobertura de tela. El Go 145 tenia el tren d'aterratge fix i estava motoritzat amb un motor Argus As 10C i una hèlix de dues pales de pas fix. El primer prototip va volar el 1934. El model de producció Gotha 145A incorporava controls en cada habitacle per a l'instructor i l'aprenent. El Gotha Go 145B estava equipat amb una carlinga tancada i una carcassa aerodinàmica pel tren d'aterratge. El Go 145C va ser desenvolupat per a l'entrenament de tir i estava equipat amb una metralladora MG 15 de 7,92 mm a la cabina posterior, que va requerir l'eliminació dels controls de vol de l'habitacle posterior.

## Ús
El 1935, el Go 145 va començar el seu servei a les unitats d'entrenament de la Luftwaffe. L'avió va ser un èxit, Focke-Wulf i Bayerische Flugzeugwerke el van construir sota llicència. Es va construir també a Turquia, i Espanya com a CASA 1145-L on va romandre com a entrenador de vol molt després de la Segona Guerra Mundial.
El 1942, la URSS va començar a fer servir els obsolets Polikarpov Po-2 per fer atacs d'assetjament nocturns contra els alemanys. Prenent-los d'exemple, els alemanys van començar a fer-ho amb els seus propis avions obsolets al Front de l'Est. El desembre de 1942, es va establir el primer Störkampfstaffel (esquadrilla d'assetjament) equipat amb Gotha Go 145 i Arado Ar 66. Les unitats d'assetjament nocturn van tenir tant d'èxit que l'octubre del 1943 ja hi havia sis esquadrilles equipades amb Gotha Go 145. Aquell mateix més aquestes esquadrilles es van integrar en dins els Nachtschlachtgruppe (NSGr) (grups de combat nocturn). Al final de la guerra la majoria de Nachtschlachtgruppen estaven equipats amb el Go 145.